# Plectiscidea parvula
Plectiscidea parvula là một loài tò vò trong họ Ichneumonidae.